# Ella Logan
Ella Logan, geboren als Georgina Allan (Glasgow, 6 maart 1910 – Burlingame (Californië), 1 mei 1969), was een Schots/Amerikaanse jazzzangeres en actrice.

## Biografie
Ella Logan werd bandzangeres in muziekzalen. Op 20-jarige leeftijd maakte ze in 1930 haar debuut in het West End (Londen) in Darling! I Love You. Ze toerde begin jaren 1930 door Europa en emigreerde uiteindelijk naar de Verenigde Staten, waar ze in verschillende clubs begon te zingen en jazz op te nemen bij het Brits Columbia-label (onderdeel van EMI Music).
Ze verscheen vervolgens in verschillende Hollywood-films, waaronder Flying Hostess (1936), 52nd Street (1937) en The Goldwyn Follies (1938). Ze verscheen in verschillende Broadway-shows tijdens de jaren 1930 en begin jaren 1940, maar reisde tijdens de Tweede Wereldoorlog naar Europa en vervolgens naar Afrika om de troepen te vermaken. Ze verscheen ook in de Ed Wynn Show en The Colgate Comedy Hour tijdens de jaren 1940 en 1950.
Logan keerde in 1947 terug naar Broadway met Sharon McLonergan in de originele productie van Finian's Rainbow en ze zong o.a. het beroemdste nummer van de show, How Are Things in Glocca Morra?. De productie kende 725 uitvoeringen. Daarna keerde ze niet meer terug naar Broadway. In 1954 werd ze gecast in een voorgestelde geanimeerde verfilming van Finian's Rainbow en nam ze de soundtrack opnieuw op met Frank Sinatra, maar de film werd geannuleerd en de opnamen werden niet vrijgegeven tot de boxset uit 2002 Sinatra in Hollywood 1940-1964.
Het originele castalbum werd uitgebracht in 1948 en was het eerste Original Cast-album van Columbia Records. Ze nam de liedjes van de show voor de tweede keer op in 1954 voor de lp Ella Logan Sings Favorites van Finian's Rainbow, begeleid door pianist George Greeley. Het werd in 1955 uitgebracht door Capitol Records (H-561 in de Verenigde Staten en L-561 in Australië). Dit was de tweede van haar twee soloalbums.
Tijdens de jaren 1950 werd ze een internationale nachtclubartieste en verscheen ze op locaties als de Copacabana en het Waldorf-Astoria Hotel in New York, evenals in Londen en Parijs. Ze verscheen op televisie in mei 1956, in Londen met Louis Armstrong and His All-Stars. In 1965 maakte ze deel uit van de bezetting van de beruchte Broadway-flop Kelly, totdat haar rol werd afgebroken tijdens repetities buiten de stad. Ze bleef in de jaren 1960 af en toe werken in clubs, op televisie en in theaterproducties.

## Privéleven en overlijden
Haar eerste echtgenoot was Charles John Lepsch. Ten tweede trouwde ze met de toneelschrijver en producent Fred Finklehoffe, vanaf 1942 tot aan haar scheiding in 1954 of 1956. Ze had in geen van beide huwelijken kinderen. Haar nicht is de actrice/zangeres Annie Ross en haar neef was de Schotse acteur Jimmy Logan. Ella Logan overleed in mei 1969 op 59-jarige leeftijd aan de gevolgen van kanker.
- Bibliothèque nationale de France: cb14200083k (data)
- Gemeinsame Normdatei: 132904489
- International Standard Name Identifier: 0000 0000 3768 6975
- Library of Congress Control Number: no91026346
- Nationale Bibliotheek van Letland: 000070169
- MusicBrainz: 977eaeed-b6d8-462f-86f3-f580f3609305
- SNAC: w6f895v9
- Virtual International Authority File: 19891758
- WorldCat: E39PBJxt4rvRhV7R6GbDWfv8md